# Invasie bij Luperón
De Invasie bij Luperón (Spaans: Expedición de Luperón of Desembarco en Luperón) was een poging in 1949 om Rafael Trujillo, dictator van de Dominicaanse Republiek, ten val te brengen. De invasie van de kustplaats Luperón mislukte echter.

## Voorgeschiedenis
De Dominicaanse Republiek werd al decennia lang door Rafael Trujillo op dictatoriale wijze geregeerd. Hij heerste over het land als ware het een lucratief privédomein waarvan hij zijn familie en favorieten liet profiteren. Tegen deze totalitaire onderdrukking rees in de loop der tijd veel verzet vanuit de bevolking.

## Verloop van de invasie
Juan Rodríguez García, die kort tevoren het land was uitgezet, zette in 1949 op het Cubaanse eilandje Cayo Confites de invasie op met steun van de Cubaanse regering en met medewerking van onder meer Juan Bosch, Juan Isidro Jiménez Grullón, generaal Miguel Angel Ramírez Alcántara, Diego Bordas en Horacio Julio Ornes. De troepenmacht was ongeveer 1.300 man sterk en bestond voornamelijk uit Cubanen.
De voorhoede van de 'anti-Trujillo-ballingen' landde op 19 juli 1949 in de Bocht van Luperón aan de noordkust van de Dominicaanse Republiek door middel van een PBY Catalina (vliegboot) vanuit Guatemala. Deze groep stond onder commando van Horacio Ornes Coiscou. Twee andere vliegboten moesten in respectievelijk La Vega en San Juan de la Maguana landen. Het eerstgenoemde vliegtuig, onder bevel van Juan Rodríguez, kwam echter in een storm terecht en moest een noodlanding maken in Costa Rica, het tweede vliegtuig, onder leiding van Miguel Angel Ramírez, werd bij een tankstop op het Mexicaanse eiland Cozumel door de autoriteiten aan de ketting gelegd.
Een poging om contact te leggen met het lokale verzet in Puerto Plata mislukte door tegenmaatregelen van Trujillo. Men kon niet meer met de vliegboot wegkomen en veel aanvallers kwamen om bij schermutselingen of werden later geëxecuteerd.
De restanten van deze groep vormden later het Caribisch Legioen en het Ejercito de Liberation da America (ELA), dat opnieuw een invasiepoging op het betwiste eiland zou doen.